# Lubelski Węgiel Bogdanka

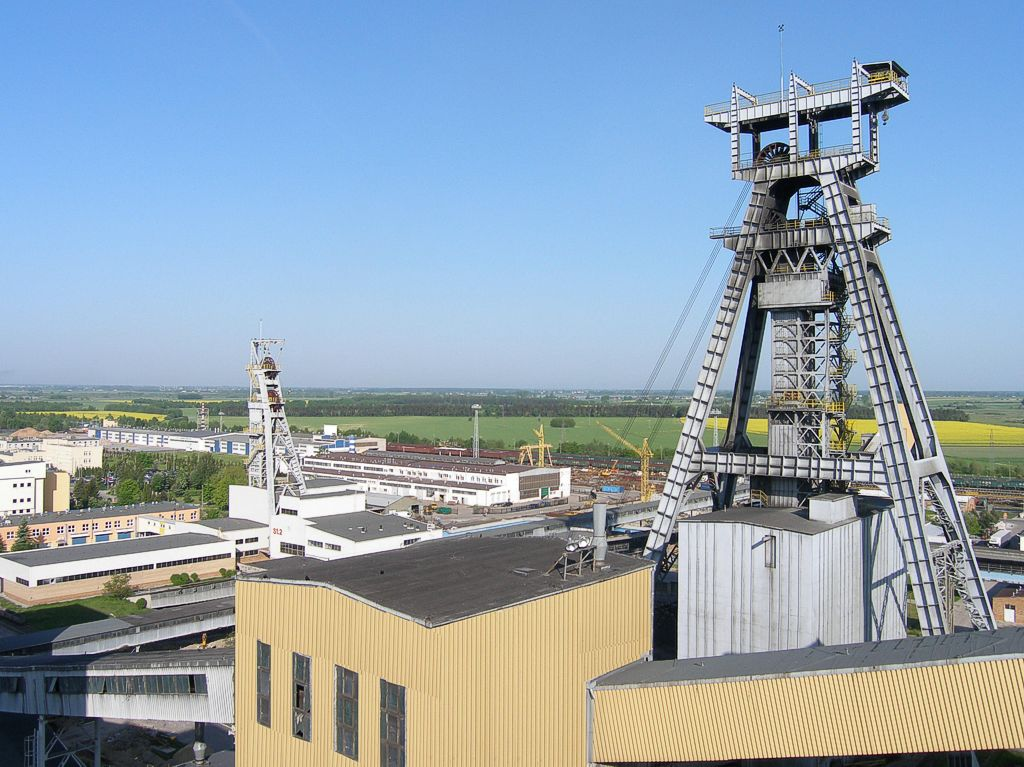
Gesamtansicht der Mine Bogdanka

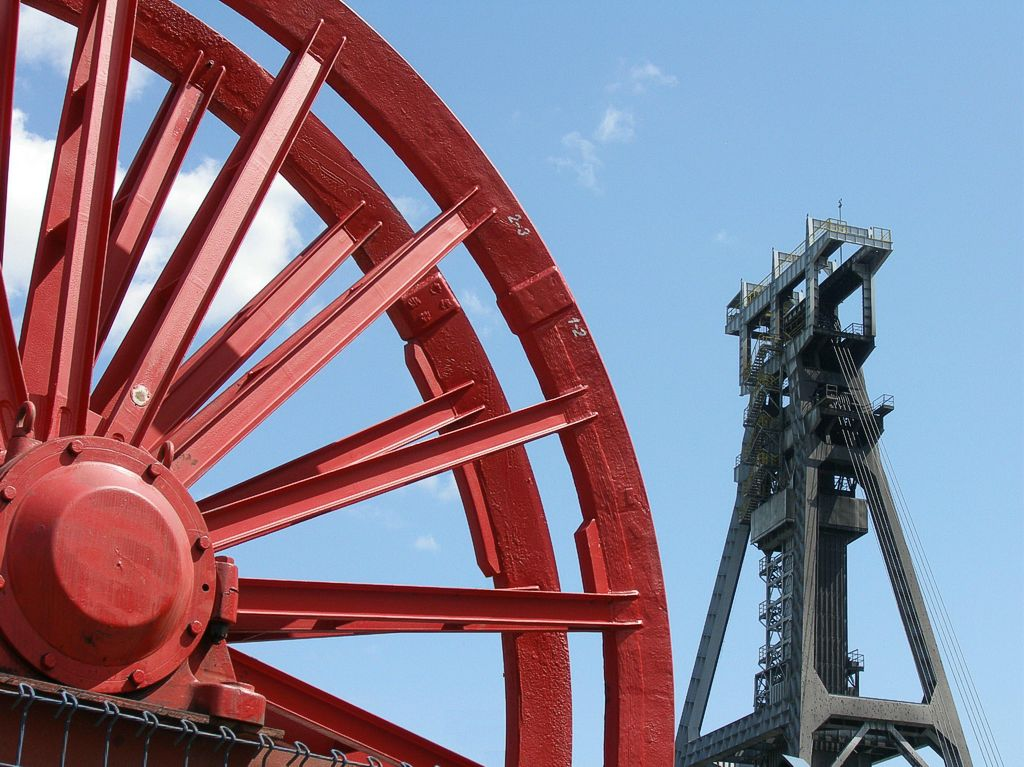
Blick auf Förderturm

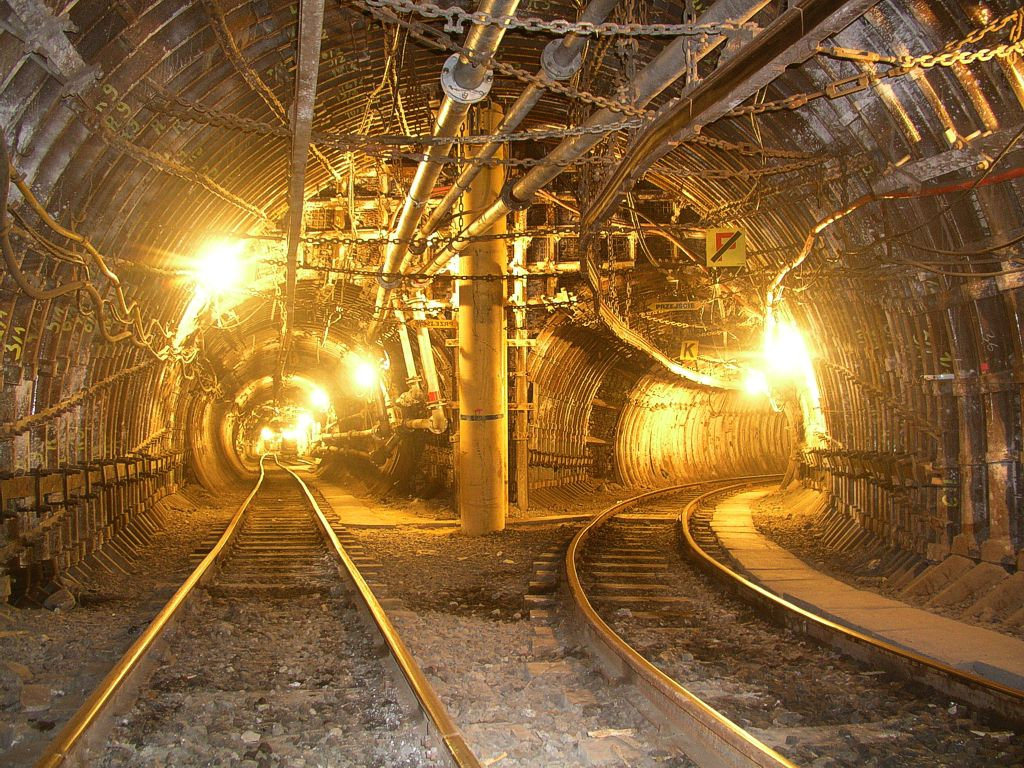
Unter Tage

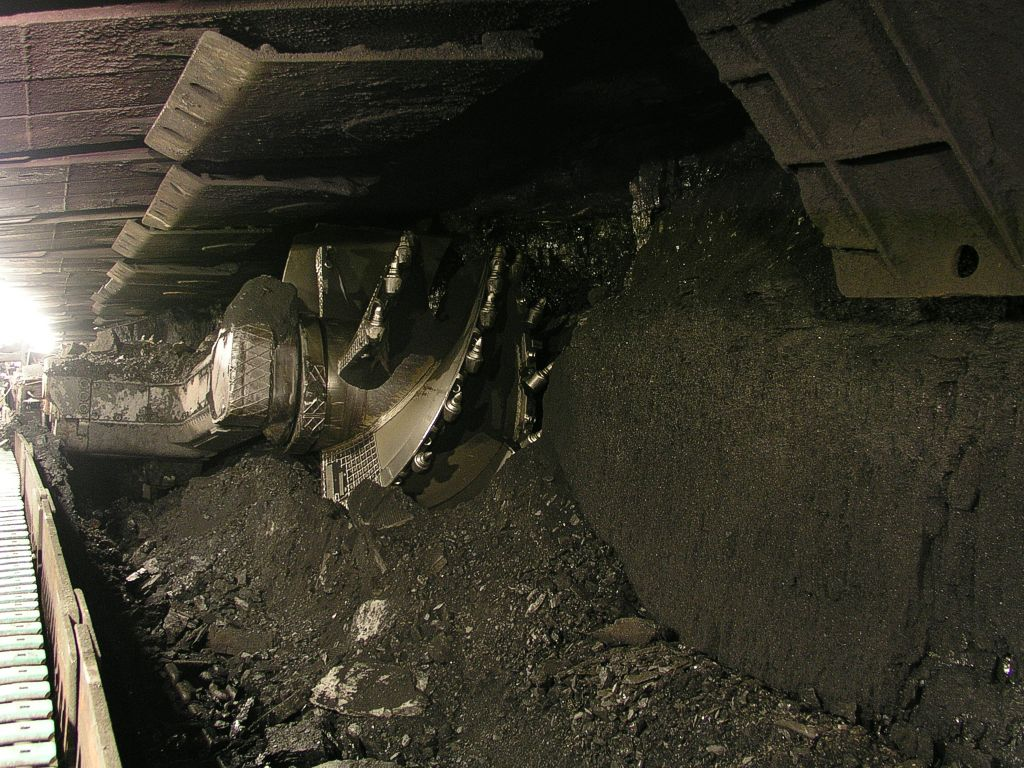
Förderung mit Kohlehobel

Lubelski Węgiel Bogdanka SA ist ein polnischer Steinkohleproduzent mit Sitz in Gmina Puchaczów bei Lublin, Woiwodschaft Lublin.
Das Unternehmen befasst sich mit der Förderung von Steinkohle, die zur Erzeugung von elektrischer und thermischer Energie sowie zur Zementherstellung verwendet wird. Hauptkunden des Unternehmens sind Kraftwerke, Zementwerke, Düngemittelproduktionsanlagen und Wärmekraftwerke im Osten und Nordosten Polens. Die Mine Bogdanka befindet sich im Lubliner Becken. Lubelski Węgiel Bogdanka SA führt seine Bergbauarbeiten auf einer Fläche von 57 Quadratkilometern durch. Bis zum 31. Dezember 2012 betrieb das Unternehmen eine Tochtergesellschaft, Łęczyńska Energetyka Sp. z o.o., und hielt einen Anteil von 24,41 % an Kolejowe Zakłady Maszyn KOLZAM SA.
Hauptaktionär der Gesellschaft ist Enea S.A.:87
Im Jahr 2020 betrug die Produktion 7.612.000 t Steinkohle.:49

## Geschichte
Die erste Erwähnung, in Wolhynien Kohle in einer Tiefe von 15 Metern zu finden, erschien 1881 in einem Aufsatz von W. Choroszewski in der Zeitschrift Pamiętnik Fizjograficzny (Physiografisches Tagebuch). Im Jahre 1911 vermutete der russische Geologe M. Tietajew am Westhang des ukrainischen Kristallmassivs Karbonablagerungen. Die Vermessung des Massivs wurde von dem Geologen J. Samsonowicz, der 1931 in Wolhynien kohlenstoffhaltige Feuersteine fand. Ein Jahr später stellte er sein Konzept des Vorkommens von Karbonvorkommen in Wolhynien sowie die hypothetische Verteilung im Gebiet von West-Wolhynien und Südpolen vor. In der Zwischenkriegszeit begannen die Explorationsarbeiten. 1938 wurde in Tartaków in einer Tiefe von 239 m Kohlenstoff gefunden.
Die durch den Zweiten Weltkrieg unterbrochene Exploration wurde in den 1950er Jahren wieder aufgenommen. 1955 wurde in Chełm ein Explorationsloch gebohrt, in dem Steinkohle in einer Tiefe von 580 bis 1208 m gefunden wurde. 1965 wurden die ersten Kohleproben aus dem Bohrloch Łęczna IG-1 entnommen. Im Januar 1975 beschloss der Ministerrat den Bau einer Pilot- und Bergbaumine.  Anschließend wurde ein staatliches Unternehmen zur Kohleförderung gegründet.

## Börsengang
Am 25. Juni 2009 debütierten die Aktien des Unternehmens an der Warschauer Börse. Im Rahmen der Emission erhielt der Staat 528 Mio. Złoty. Die nächste Privatisierungsphase fand am 9. März 2010 statt. An diesem Tag verkaufte das Finanzministerium 46,7 % der Aktien von Lubelski Węgiel Bogdanka an der Börse für über 1,1 Mrd. Złoty  zu 70,50 Złoty pro Aktie. Nach dieser Transaktion verfügte die Staatskasse nur noch über 4,97 % der Anteile des Unternehmens. In den folgenden Jahren reduzierte die Staatskasse ihren Anteil weiter. Im Jahr 2015 wurden 65 % der Aktien vom Energieunternehmen Enea SA gekauft.
Das Unternehmen war bis zum 25. März 2025 im polnischen Mittelwerteindex mWIG40 enthalten.

## Aktie und Aktionariat
Das Grundkapital der Gesellschaft beträgt 170.067.950 Złoty und verteilt sich auf 34.013.590 Aktien zum Nennwert von je 5,00 Złoty.:71
| Aktionär                        | Anzahl gehaltener Aktien | Anteil am Grundkapital | Stimmrechtsanteil |
| ------------------------------- | ------------------------ | ---------------------- | ----------------- |
| Enea S.A. (direkt und indirekt) | 22.448.834               | 66,0 %                 | 66,0 %            |
| Streubesitz                     | 11.564.756               | 34,0 %                 | 34,0 %            |

Der polnische Staat ist als Mehrheitsaktionär des Enea-Konzerns indirekt am Unternehmen beteiligt.

## Konzernstruktur
Lubelski Węgiel „Bogdanka” S.A. hält als Konzernmutter Beteiligungen an verschiedenen Tochtergesellschaften.
| Gesellschaft                    | Sitz der Gesellschaft | Tätigkeitsfeld | Beteiligung |
| ------------------------------- | --------------------- | --- | ----------- |
| Lubelski Węgiel „Bogdanka” S.A. | Bogdanka, Polen       | Steinkohlebergbau |             |
| Łęczyńska Energetyka Sp. z o.o. | Bogdanka, Polen       | Wärmeenergiebereitstellung für den Bergwerksbetrieb, Wasserversorgung und Abwasserentsorgung, Fernwärmeanbieter, Bau- und Instandsetzung von Heizungs-, Wasserversorgungs- und Kanalisationssystemen | 88,7 %      |
| EkoTRANS Bogdanka Sp. z o.o.    | Bogdanka, Polen       | Interne Dienstleistungen: Transport, Abfallmanagement für im Rahmen der Kohlenwäsche anfallende Abfälle, Rekultivierungsleistungen                                                                   | 100 %       |
| RG „Bogdanka” Sp. z o.o.        | Bogdanka, Polen       | Interne Dienstleistungen: Bergbau- und Hilfsarbeiten, Transport | 100 %       |
| MR Bogdanka Sp. z o.o.          | Bogdanka, Polen       | Interne Dienstleistungen: Bau- und Instandsetzungsleistungen, Herstellung von Stahlkonstruktionen | 100 %       |